# 2009–2010-es portugál labdarúgó-bajnokság (első osztály)
A 2009–2010-es portugál labdarúgó-bajnokság első osztálya 2009. augusztus 15-én, 16 csapat részvételével indult. A címvédő az FC Porto csapata.

## Részt vevő csapatok, edzők, stadionok
|    | Klub                     | Edző              | Befogadóképesség | Stadion                                            |
| -- | ------------------------ | ----------------- | ---------------- | -------------------------------------------------- |
| 1  | FC Porto                 | Jesualdo Ferreira | 50 500           | Estádio do Dragão                                  |
| 2  | SL Benfica               | Jorge Jesus       | 65 647           | Estádio da Luz (Estádio do Sport Lisboa e Benfica) |
| 3  | Sporting CP              | Paulo Bento       | 50 466           | Estádio José Alvalade - Século XXI                 |
| 4  | Vitória de Guimarães     | Nelo Vingada      | 30 146           | Estádio D. Afonso Henriques                        |
| 5  | Sporting de Braga        | Domingos Pacienca | 30 154           | Estádio AXA (Estádio Municipal de Braga)           |
| 6  | Académica                | Rogerio Goncalves | 30 210           | Estádio Cidade de Coimbra                          |
| 7  | Marítimo                 | Carlos Carvalhal  | 9 117            | Estádio dos Barreiros                              |
| 8  | Rio Ave FC               | Carlos Brito      | 12 815           | Arcos                                              |
| 9  | Leixões SC               | José Mota         | 8 035            | Estádio do Mar                                     |
| 10 | Vitória de Setúbal       | Carlos Azenha     | 25 000           | Estádio do Bonfim                                  |
| 11 | Belenenses               | Jaime Pacheco     | 32 500           | Estádio do Restelo                                 |
| 12 | União de Leiria          | Manuel Fernandes  | 24 771           | Estádio Municipal de Leiria Dr. Magalhães Pessoa   |
| 13 | Naval 1º de Maio         | Ulisses Morais    | 10 000           | Estádio Municipal José Bento Pessoa                |
| 14 | Paços de Ferreira        | Paulo Sérgio      | 10 000           | Estádio da Mata Real                               |
| 15 | Nacional                 | Manuel Machado    | 3 000            | Estádio da Madeira                                 |
| 16 | Sporting Clube Olhanense | Jorge Costa       | 10 000           | José Arcanjo                                       |

## A bajnokság állása
| #   | Csapat               | M  | GY | D  | V  | G+ – G– | GK  | P  | Megjegyzések                                           | Egymás elleni           |
| --- | -------------------- | -- | -- | -- | -- | ------- | --- | -- | ------------------------------------------------------ | ----------------------- |
| 1.  | Benfica (B)          | 30 | 24 | 4  | 2  | 78–20   | +58 | 76 | 2010–2011-es Bajnokok Ligája – csoportkör              |                         |
| 2.  | SC Braga             | 30 | 22 | 5  | 3  | 48–20   | +28 | 71 | 2010–2011-es Bajnokok Ligája – 3. selejtezőkör         |                         |
| 3.  | FC PortoCV, K        | 30 | 21 | 5  | 4  | 70–26   | +44 | 68 | 2010–2011-es Európa-liga – 3. selejtezőkör             |                         |
| 4.  | Sporting CP          | 30 | 13 | 9  | 8  | 42–26   | +16 | 48 | 2010–2011-es Európa-liga – 2. selejtezőkör             |                         |
| 5.  | Marítimo             | 30 | 11 | 8  | 11 | 42–43   | −1  | 41 | \|bgcolor="#EEEEEE" rowspan=2\|MAR–VGU 0:1 VGU–MAR 1:2 |                         |
| 6.  | Vitória de Guimarães | 30 | 11 | 8  | 11 | 31–34   | −3  | 41 | \|bgcolor="#EEEEEE" rowspan=2\|MAR–VGU 0:1 VGU–MAR 1:2 |                         |
| 7.  | Nacional             | 30 | 10 | 9  | 11 | 36–46   | −10 | 39 | \|bgcolor="#EEEEEE" rowspan=2\|MAR–VGU 0:1 VGU–MAR 1:2 |                         |
| 8.  | Naval 1º de Maio     | 30 | 10 | 6  | 14 | 20–35   | −15 | 36 | \|bgcolor="#EEEEEE" rowspan=2\|MAR–VGU 0:1 VGU–MAR 1:2 |                         |
| 9.  | União de LeiriaÚ     | 30 | 9  | 8  | 13 | 35–41   | −6  | 35 | \|bgcolor="#EEEEEE" rowspan=2\|MAR–VGU 0:1 VGU–MAR 1:2 | UDL 6p, 3:1 PAÇ 0p, 1:3 |
| 10. | FC Paços de Ferreira | 30 | 8  | 11 | 11 | 32–37   | −5  | 35 | \|bgcolor="#EEEEEE" rowspan=2\|MAR–VGU 0:1 VGU–MAR 1:2 | UDL 6p, 3:1 PAÇ 0p, 1:3 |
| 11. | Académica de Coimbra | 30 | 8  | 9  | 13 | 37–42   | −5  | 33 | \|bgcolor="#EEEEEE" rowspan=2\|MAR–VGU 0:1 VGU–MAR 1:2 |                         |
| 12. | Rio Ave              | 30 | 6  | 13 | 11 | 22–33   | −11 | 31 | \|bgcolor="#EEEEEE" rowspan=2\|MAR–VGU 0:1 VGU–MAR 1:2 |                         |
| 13. | OlhanenseÚ           | 30 | 5  | 14 | 11 | 31–46   | −15 | 29 | \|bgcolor="#EEEEEE" rowspan=2\|MAR–VGU 0:1 VGU–MAR 1:2 |                         |
| 14. | Vitória de Setúbal   | 30 | 5  | 10 | 15 | 29–57   | −28 | 25 | \|bgcolor="#EEEEEE" rowspan=2\|MAR–VGU 0:1 VGU–MAR 1:2 |                         |
| 15. | Belenenses (K)       | 30 | 4  | 11 | 15 | 23–44   | −21 | 23 | Liga de Honra                                          |                         |
| 16. | Leixões (K)          | 30 | 5  | 6  | 19 | 25–51   | −26 | 21 | Liga de Honra                                          |                         |

Utolsó frissítés: 2010. május 9. 
Forrás: A Liga Sagres hivatalos oldala (portugálul) 
A rangsorolás alapszabályai: 1. összpontszám, 2. egymás elleni eredmények összpontszáma, 3. egymás elleni eredmények gólkülönbsége, 4. egymás elleni eredmények szerzett góljainak száma, 5. gólkülönbség, 6. szerzett gólok száma.
A portugálkupa-győztes a 2010–2011-es Európa-liga rájátszásában jogosult indulni.
(B): Bajnokcsapat, (K): Kieső csapat, (F): Feljutó csapat, (I): Kupainduló, (R): A rájátszás győztese, (KGY): Kupagyőztes

## Kereszttábla
| Hazai \ Vendég1      | ACO | BEL | BEN | BRA | LEI | MAR | NAC | NAV | OLH | PAÇ | FCP | RAV | SCP | UDL | VGU | VSE |
| Académica de Coimbra |     | 1–1 | 2–3 | 0–2 | 2–0 | 2–4 | 3–3 | 2–0 | 1–1 | 1–1 | 1–2 | 0–1 | 0–2 | 0–0 | 2–0 | 3–0 |
| Belenenses           | 1–2 |     | 0–4 | 1–3 | 1–3 | 2–2 | 0–1 | 2–0 | 0–0 | 0–3 | 0–3 | 0–0 | 0–4 | 5–2 | 0–1 | 0–0 |
| Benfica              | 4–0 | 1–0 |     | 1–0 | 5–0 | 1–1 | 6–1 | 1–0 | 5–0 | 3–1 | 1–0 | 2–1 | 2–0 | 3–0 | 3–1 | 8–1 |
| SC Braga             | 1–0 | 3–1 | 2–0 |     | 3–1 | 2–1 | 2–0 | 0–0 | 3–1 | 1–0 | 1–0 | 1–0 | 1–0 | 2–0 | 3–2 | 2–0 |
| Leixões              | 1–3 | 0–0 | 0–4 | 1–1 |     | 1–2 | 2–4 | 1–0 | 2–2 | 2–0 | 0–0 | 0–0 | 1–2 | 3–2 | 3–1 | 1–2 |
| Marítimo             | 0–0 | 3–3 | 0–5 | 1–2 | 1–0 |     | 1–1 | 1–2 | 5–2 | 3–1 | 1–0 | 0–1 | 3–2 | 1–0 | 0–1 | 2–0 |
| Nacional             | 4–3 | 1–0 | 0–1 | 1–1 | 1–0 | 2–1 |     | 1–1 | 1–1 | 1–1 | 0–4 | 1–1 | 1–1 | 2–0 | 2–0 | 2–1 |
| Naval 1º de Maio     | 0–1 | 1–0 | 2–4 | 0–4 | 1–0 | 2–1 | 0–0 |     | 0–0 | 1–0 | 1–3 | 3–2 | 0–1 | 1–0 | 0–0 | 0–1 |
| Olhanense            | 2–1 | 1–3 | 2–2 | 0–1 | 1–0 | 1–2 | 1–0 | 1–0 |     | 1–1 | 0–3 | 0–1 | 0–0 | 0–0 | 0–2 | 2–2 |
| FC Paços de Ferreira | 2–1 | 0–0 | 1–3 | 0–1 | 1–1 | 1–0 | 2–1 | 1–3 | 2–2 |     | 1–1 | 1–1 | 0–0 | 0–1 | 0–0 | 5–3 |
| FC Porto             | 3–2 | 1–1 | 3–1 | 5–1 | 4–1 | 4–1 | 3–0 | 3–0 | 2–2 | 1–1 |     | 2–1 | 1–0 | 3–2 | 3–0 | 2–0 |
| Rio Ave              | 0–0 | 0–0 | 0–1 | 1–1 | 2–0 | 0–0 | 2–0 | 0–0 | 1–5 | 1–2 | 0–1 |     | 2–2 | 0–2 | 0–0 | 1–0 |
| Sporting CP          | 1–2 | 0–0 | 0–0 | 1–2 | 1–0 | 1–1 | 3–2 | 0–1 | 3–2 | 1–0 | 3–0 | 5–0 |     | 0–1 | 3–1 | 2–1 |
| União de Leiria      | 1–1 | 1–0 | 1–2 | 1–2 | 2–1 | 0–0 | 1–2 | 2–0 | 2–0 | 2–1 | 1–4 | 1–1 | 1–1 |     | 0–1 | 3–3 |
| Vitória de Guimarães | 1–0 | 2–0 | 0–1 | 1–0 | 2–0 | 1–2 | 2–0 | 3–0 | 1–1 | 1–2 | 1–4 | 1–0 | 1–1 | 2–2 |     | 2–2 |
| Vitória de Setúbal   | 1–1 | 1–2 | 1–1 | 0–0 | 1–0 | 3–2 | 2–1 | 0–1 | 0–0 | 0–1 | 2–5 | 2–2 | 0–2 | 0–4 | 0–0 |     |

Utolsó felvett mérkőzés dátuma: 2010. május 9. 
Forrás: A Liga Sagres hivatalos oldala (portugálul) 
1A hazai csapatok a bal oldali oszlopban szerepelnek.
Színek: Zöld = hazai győzelem; Sárga = döntetlen; Piros = vendéggyőzelem.
 

## Góllövőlista
Utoljára frissítve: 2010. március 14.
| # | Játékos          | Klub                 | Gól |
| - | ---------------- | -------------------- | --- |
| 1 | Óscar Cardozo    | SL Benfica           | 19  |
| 2 | Falcao           | FC Porto             | 17  |
| 3 | Javier Saviola   | SL Benfica           | 11  |
| 4 | Edgar            | Nacional             | 10  |
| 4 | William          | Paços de Ferreira    | 10  |
| 4 | Liédson          | Sporting CP          | 10  |
| 7 | Silvestre Varela | Porto                | 8   |
| 7 | Albert Meyong    | SC Braga             | 8   |
| 9 | Modou Sougou     | Académica de Coimbra | 7   |

Forrás: Liga Sagres - Match Statistics (portugálul)

## A hónap játékosai
| Hónap      | Játékos        | Klub              |
| ---------- | -------------- | ----------------- |
| Szeptember | Alan           | SC Braga          |
| Október    | Djalma         | CS Marítimo       |
| November   | João Tomás     | Rio Ave FC        |
| December   | Javier Saviola | SL Benfica        |
| Január     | Márcio Mossoró | SC Braga          |
| Február    | Coelho         | Paços de Ferreira |
| Március    |                |                   |
| Április    |                |                   |